# Монте-Кристо (усадьба)
Монте-Кри́сто (фр. Château de Monte-Cristo) — французская усадьба (шато) в Порт-Марли (департамент Ивелин), отстроенная Александром Дюма в 1847 г. на средства от публикации романа «Граф Монте-Кристо». Проект разработан архитектором Ипполитом Дюраном.
Дюма-старший в 1844 году решил поселиться около Порт-Марли. В 1847 году работы были закончены — трёхэтажный дворец-замок в стиле ренессанса, внутри мавританская гостиная, отделанная в восточном стиле. В 200 метрах от замка Монте-Кристо находится псевдоготическая постройка, названная Дюма «замком Иф» — место для работы, на внешней кладке которого написаны названия произведений Дюма. Как пишет Пётр Вайль:
«От Дюма осталось спроектированное им имение с элегантным замком из золотистого песчаника в три этажа. Похожие стоят на Луаре, только гораздо больше, конечно: на сколько хватило денег, столько и построено. В Замке Монте-Кристо среди светлых ампирных комнат — как торжествующий вопль — восточная зала с изразцами, диванами, коврами, подушками, кальянами. Неподалёку Замок Иф — узенькое двухэтажное, якобы готическое, сооружение красноватого камня. Вокруг английский парк с ручьями и искусственными гротами».
В 1853 году Дюма под давлением кредиторов продал поместье. С тех пор оно передавалось из рук в руки, пока не пришло в упадок. В 1969 году три коммуны Порт-Марли, Пек, Марли-ле-Руа и общество Александра Дюма приобрели имение и начали его восстанавливать.
В 1975 году имение было классифицировано как исторический памятник Франции, а в 1987 году зарегистрировано в этом качестве. Под охраной находятся фасады, крыши здания, мавританская гостиная на втором этаже, замок Иф, мост и парк, вход на территорию шато со служебными зданиями, фонтаны.
- Замок Иф
- Названия произведений Дюма на стене замка
- Рабочее место Дюма в замке Иф